# Asphodèle fistuleux
Asphodelus fistulosus
Espèce
Classification APG IV (2016)
Statut de conservation UICN

 LC  : Préoccupation mineure
L'Asphodèle fistuleux (Asphodelus fistulosus) est une espèce de  plante herbacée vivace de la famille des Asphodélacées, depuis 2016 (anciennement Liliacées, puis Xanthoracée en 2009).

## Origine du nom
Le nom vient du grec. Dans les croyances antiques, ces plantes tapissaient les prairies des Champs Élysées.

## Description
L'Asphodèle fistuleux est haut de 20-60 cm, glabre, à fibres radicales longues et peu épaisses. La tige est creuse, simple ou plus souvent rameuse et dichotome au sommet.
Les feuilles sont étroites (1-3 mm), demi-cylindriques, un peu creuses, glaucescentes, insérées en spirale à la base.
Les fleurs sont de couleur blanche ou carnée, petites, en grappes lâches, avec des bractées blanchâtres. Le périanthe est long de 8-12 mm, à carènes vertes ou purpurines.
Les étamines ont des filets en fuseau, lancéolés à la base. Le style est trifide.
Les fruits sont petits (4-6 mm de long), subglobuleux, formant une capsule à valves tronquées-émarginées au sommet, à bords plans, à 2-3 rides transversales.

## Illustrations

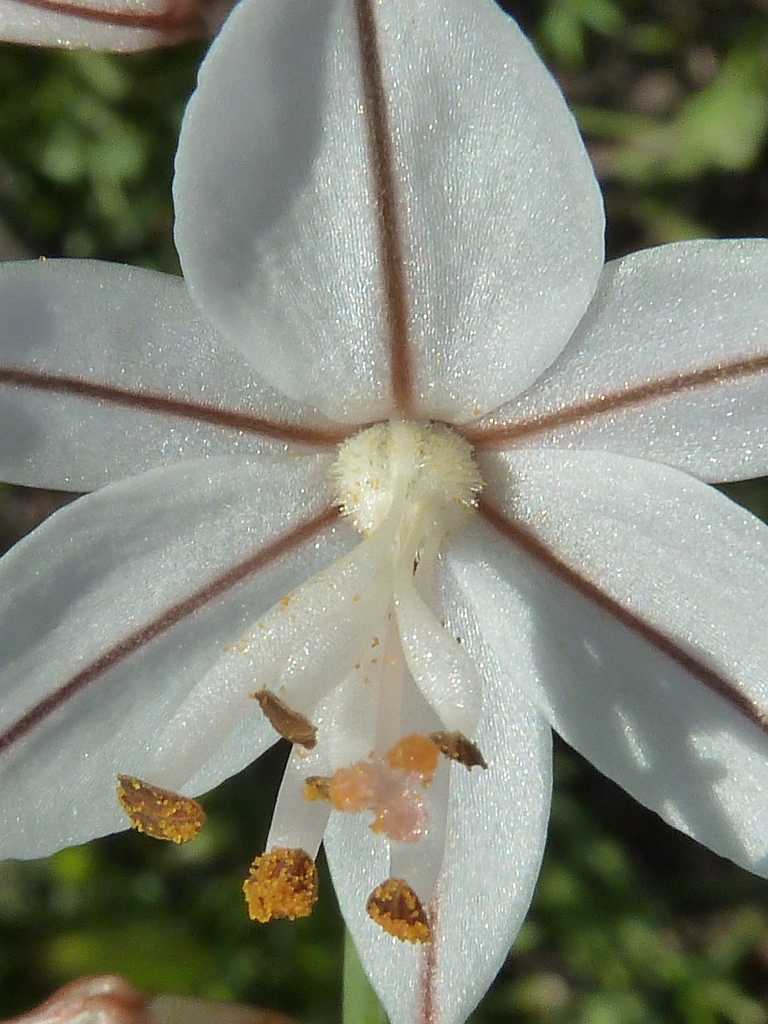
Détail de la fleur.
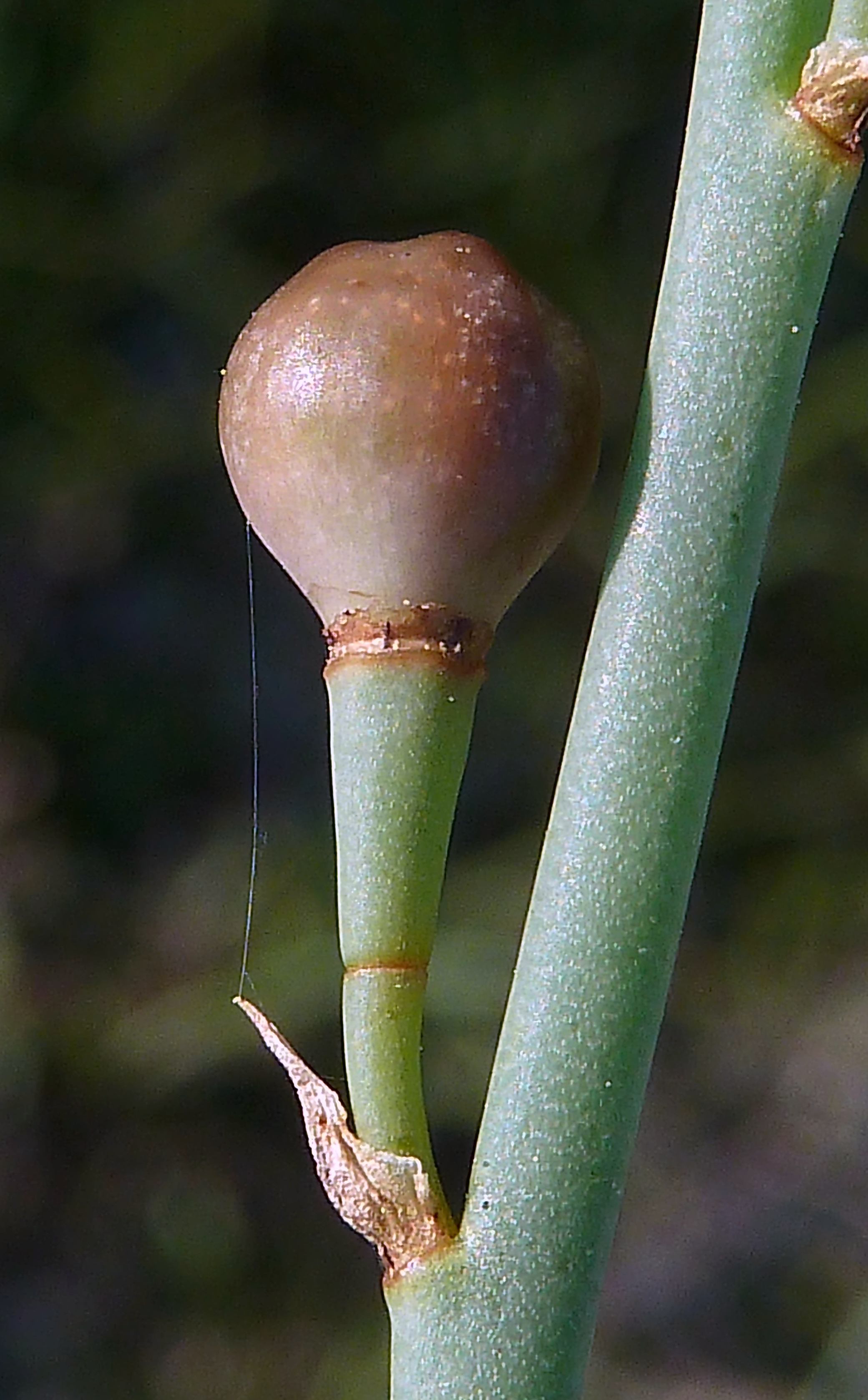
Fruit.
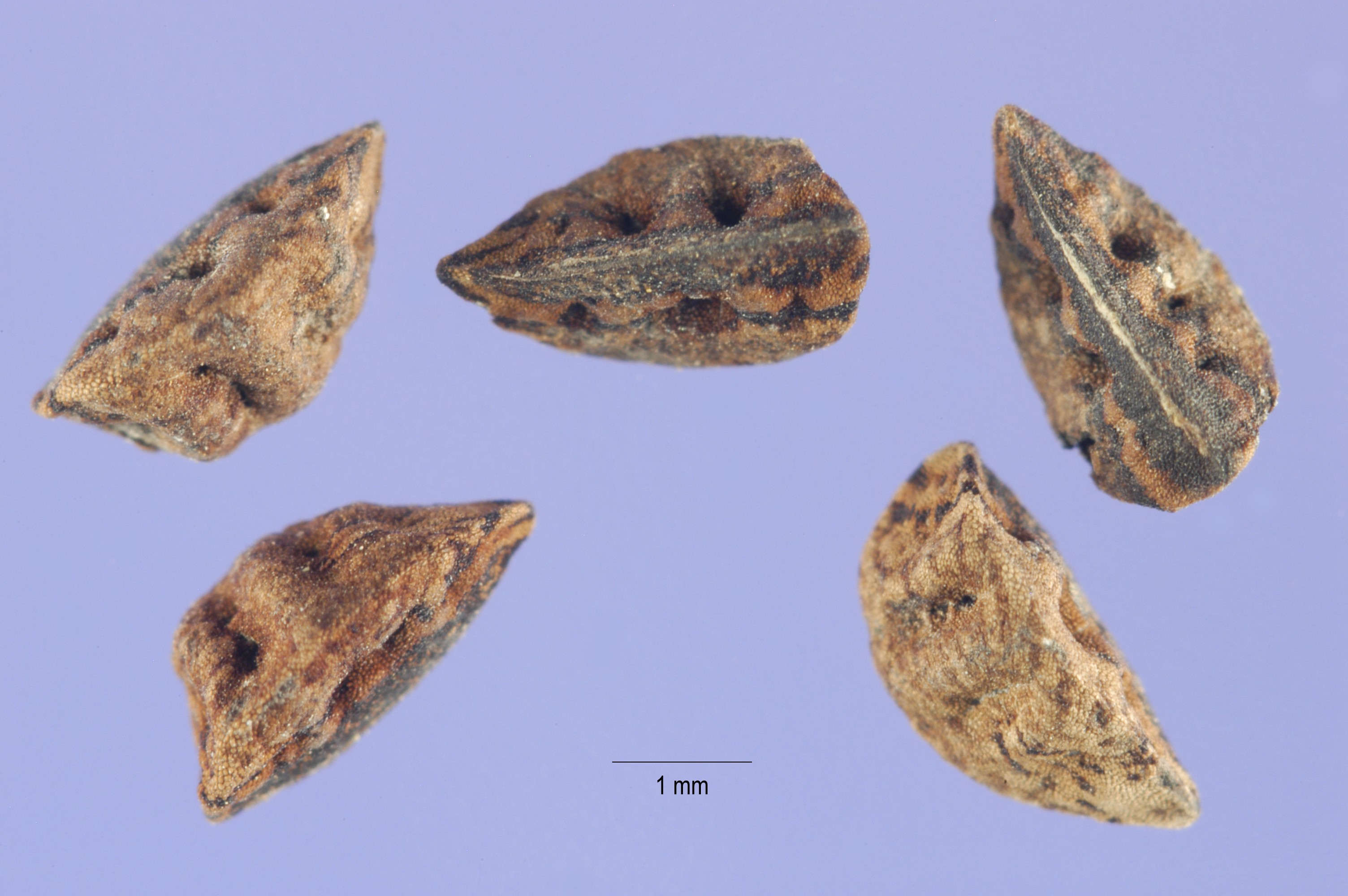
Graines.
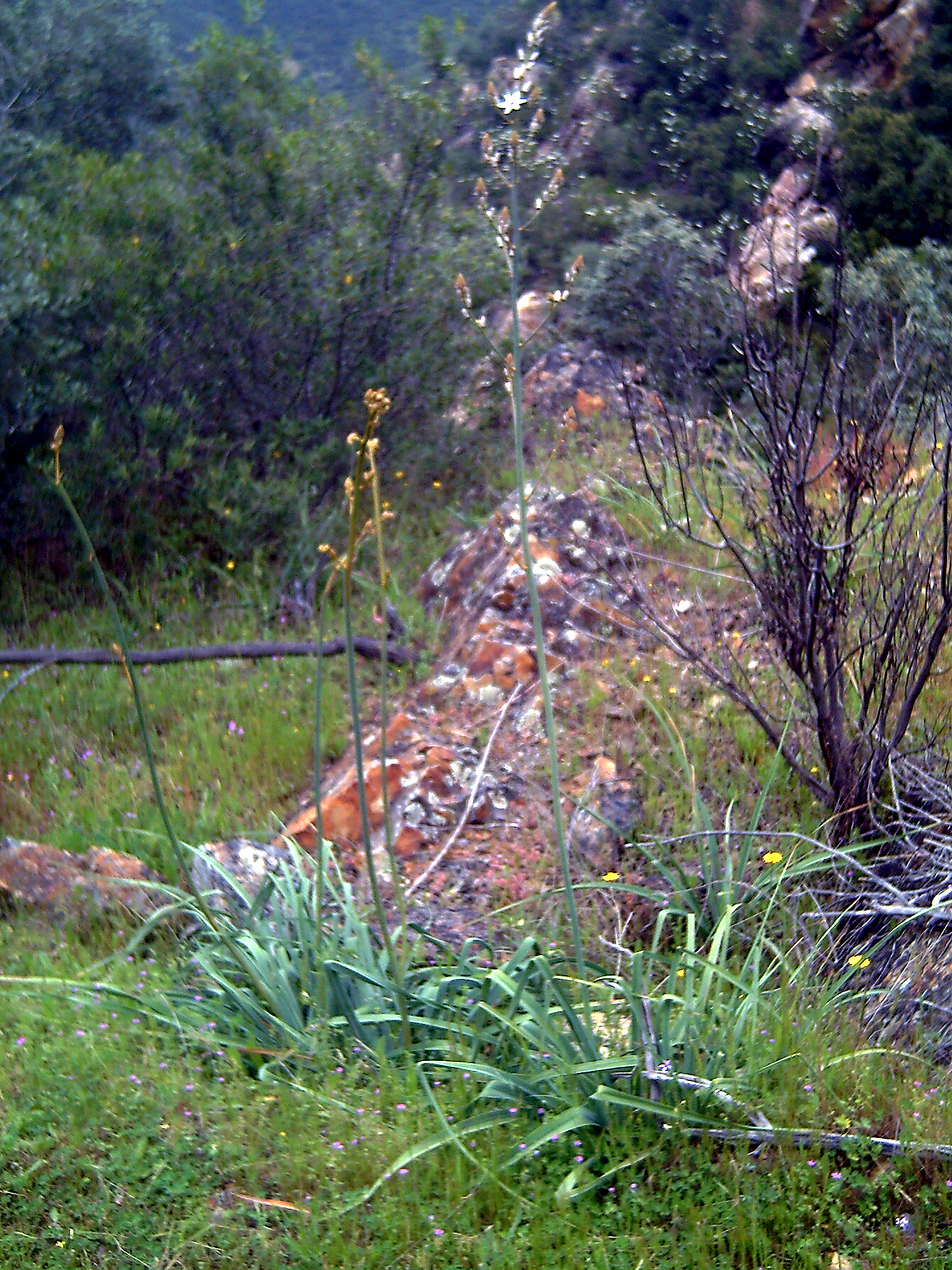
Dans la dehesa Boyal de Puertollano (Espagne).

Les racines (tubercules fasciés) contiennent de l'amidon utilisé autrefois pour la panification et la distillation (utilisation déconseillée car toxique).

## Écologie et répartition
- Écologie : friches et milieux sablonneux à l'arrière du littoral méditerranéen : Roussillon, Languedoc, Provence[3].
- Répartition : toute la région méditerranéenne (cirsumméditerranéen) ; Inde.
- Floraison : d'avril à mai[3].

## Plante-hôte
Les Asphodèles font partie des plantes à introduire dans les oliveraies car elles abritent des insectes auxiliaires.

### Parasites
Comme Asphodelus ramosus, la plante est parasitée par un Eurytomidé Bruchophagus abscedus. Cet insecte pond dans les jeunes capsules après la floraison. Les adultes émergent des capsules de l'année précédente après que les larves se sont nourries au détriment des graines.
Un diptère Tephritidae Myopites inulaedyssenterica a été observé émergeant d'une capsule d'A. fistulosus.

Des orthoptères comme l'éphippigère carénée (Uromenus rugosicollis) pondent dans les tiges avec leur tarière ou oviscapte.

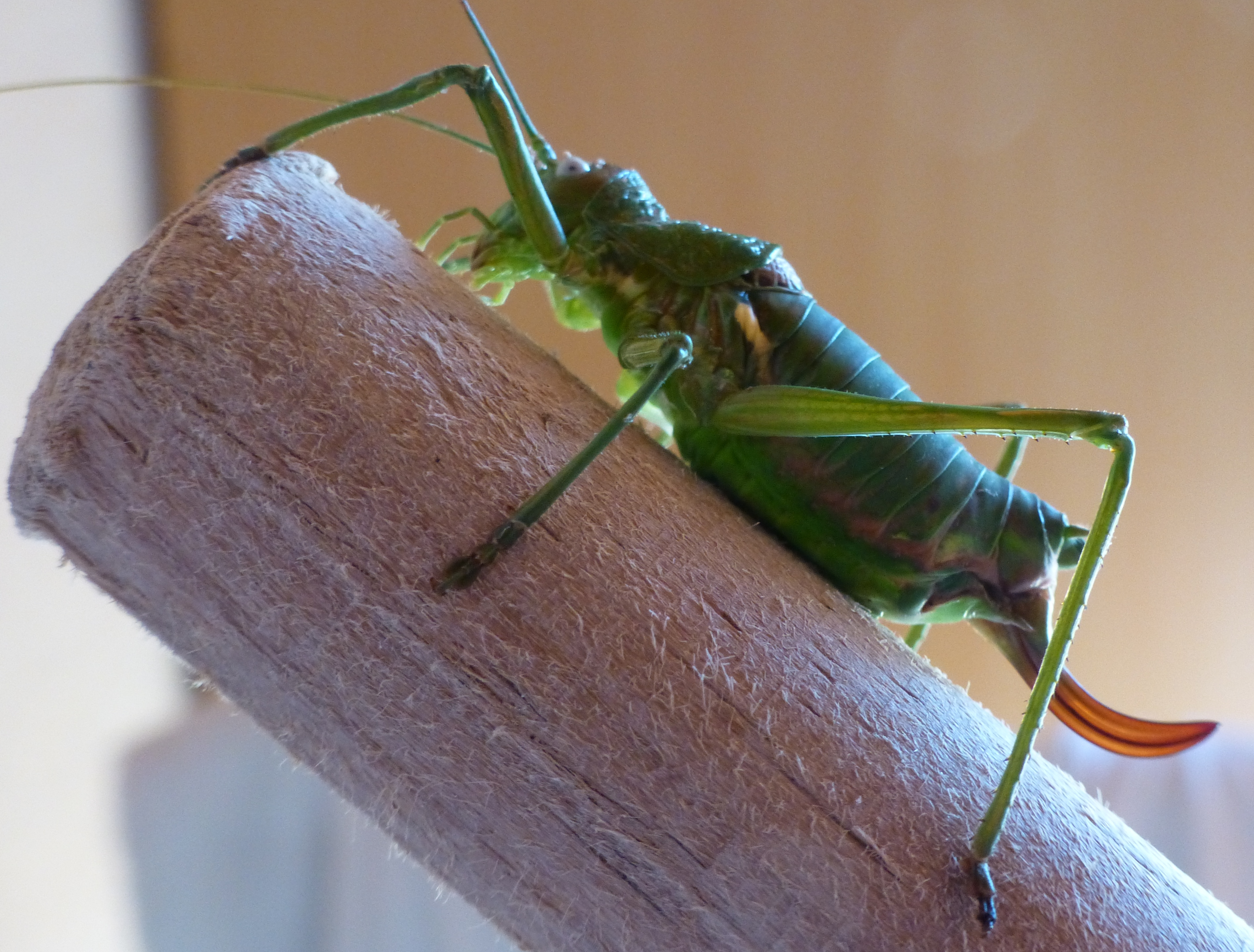
Uromenus rugosicollis.

### Parasitoïdes
De nombreux hyménoptères parasitoïdes s'intéressent  au contenu des capsules parasitées :
- Eurytomidae avec Eurytoma asphodeli,
- Eupelmidae avec Eupelmus urozonus, E. confusus et E. gemelus,
- Pteromalidae avec Pteromalus thetys.

Les pontes de sauterelles (Uromenus) attirent le parasitoïde Eupelmidae Anastatus uromeni.

## Espèces voisines
- Asphodelus ramosus
- Asphodelus cerasiferus